# وودلاون (إلينوي)
وودلاون (بالإنجليزية: Woodlawn, Jefferson County)‏ هي منطقة سكنية تقع في الولايات المتحدة في إلينوي. يقدر عدد سكانها بـ 698 نسمة .